# 金沢の雨
「金沢の雨」（かなざわのあめ）は、2006年12月20日に発売された川中美幸のシングル。また、翌年の2007年9月26日には元NHKアナウンサーの宮本隆治とのデュエット版のシングルを発売している。
作詞・吉岡治、作曲・弦哲也、編曲・前田俊明。発売元はテイチクエンタテインメント。

## 解説
タイトルのとおり、舞台となっているのが石川県金沢市。いわゆるご当地ソングの一つである。
金沢在住の女性と東京から金沢に移り住んできた男性との恋物語が描かれている。歌詞には金沢市を流れる犀川と浅野川、茶屋街（主計町、ひがし茶屋街、にし茶屋街）、金沢弁を表す「加賀なまり」が登場している。
チャート最高位はオリコン、TBS系列の『COUNT DOWN TV』ともに13位。2007年の第49回日本レコード大賞金賞を受賞。また、同年の『第58回NHK紅白歌合戦』に川中美幸はこの曲で出場した。
2006年12月に発売した「金沢の雨」などが収録された規格番号「22DK-995」がレーザーディスク(LD)のラストプレスとなり、製造ライン終了に伴う式典を行った。

## 収録曲

### 金沢の雨
1. 金沢の雨（4分24秒）
  - 作詞：吉岡治、作曲：弦哲也、編曲：前田俊明
2. 金沢の雨（オリジナルカラオケ）
3. 金沢の雨（一般用メロ入りカラオケ）
4. 思い櫻（4分50秒）
  - 作詞：吉岡治、作曲：弦哲也、編曲：前田俊明
5. 思い櫻（オリジナルカラオケ）

### 金沢の雨（デュエット・バージョン）
1. 金沢の雨（デュエット・バージョン）
2. 金沢の雨（オリジナルカラオケ）
3. 金沢の雨（男声用ペア・オケ）
4. 金沢の雨（女声用ペア・オケ）